# Огоновський Володимир Петрович
Володимир Петрович Огоновський (10 червня 1896, с. Нижнів, нині Тлумацька міська громада, Івано-Франківська область — 16 березня 1970) — учений-економіст, доктор природничих наук (1926), доцент (1947), кандидат економічних наук (1949), старший наук. співробітник (1955). Дійсний член Наукового товариства імені Шевченка (1937). Син голови товариства «Просвіта» Петра Огоновського, брат сотника Української Галицької армії і члена УВО Любомира Огоновського.

## Життєпис
Народився 10 червня 1896 року в містечку Нижнів (нині село Тлумацького району Івано-Франківської області, Україна). Син Марії (до шлюбу Левицька гербу Рогаля) та Петра Огоновського гербу Огоньчик — голови Львівського товариства «Просвіта», брат сотника Української галицької армії і члена Української військової організації Людомира Огоновського.
Учасник Першої світової війни в лавах Легіону Українських січових стрільців (1915—18), згодом, із листопада 1918, — підстаршина 4-ї (Золочівської) бригади в складі 2-го корпусу УГА, із березня 1920 — командир роти 1-ї бригади УСС Червоної Української Галицької армії в складі більшовицької Дванадцятої армії. У квітні 1920 в м. Козятин потрапив до польського полону, з якого звільнений у листопаді 1920. 
1921 виїхав на навчання спочатку на філософському факультеті Віденського університету (1921—23), згодом — на природознавчому факультеті за спеціальністю «географія» в Карловому університеті в Празі (Чехо-Словаччина; 1923—26). Там само захистив дисертацію на здобуття наукового ступеня доктора природознавчих наук на тему: «Розвиток заселення Східноєвропейського степу» (1926). На її підставі за ухвалою ВАК СРСР пізніше одержав науковий ступінь кандидата економічних наук (1949).
Під час I світової війни — учасник Інтернаціональної революційної соціал-демократичної організації (1915—18). У 1920—30-х рр. — член Комуністичної партії Західної України, член її ЦК, організатор видання легальної прокомуністичної преси. 1926—31 — редактор і співробітник видань «Світло», «Вікна», «Сель-Роб», «Сила», «Наша земля», «Освіта» та ін. 1929 р. спільно з Л. Кухтою заснував легальну кооперативну видавничо-торговельну спілку «Книжка» у Львові (повна назва — «Видавнича спілка „Книжка“ з обмеженою порукою у Львові»), що містилася в будинку на вул. 3 Мая, 5. У червні 1931 р. заарештований і на Луцькому процесі 57-ми був засуджений до 3-х років ув'язнення. Після виходу з тюрми — бібліотекар і секретар Статистичної комісії НТШ у Львові (1936—39), де спільно з І. Карпинцем упорядкував архіви УГА і Легіону УСС.
За рад. часів — завідувач (1940—41, 1944—46), старший науковий співробітник (1946–49) Львівського відділу Інституту економіки АН УРСР; доцент Львівського торгово-економічного інституту (1949—50); завідувач відділу (1951—52), старший науковий співробітник (1952–59) відділу економіки Інституту суспільних наук АН УРСР; старший науковий співробітник відділу історії України цього ж інституту (1959—70).
Як науковець досліджував проблеми економічної географії, демографії, статистики, історії народного господарства, опублікувавши із цих дисциплін понад 50 праць. Опублікував також чимало статей у виданнях: «Українська загальна енциклопедія», «Українська радянська енциклопедія», часописі «Наша Батьківщина». Один з ініціаторів багатотомного видання «Історії міст і сіл України».
Нагороджений Почесною Грамотою Президії ВР УРСР.
Помер у Львові. Похований на 12 полі Янівського  цвинтаря у Львові.

## Твори/праці
- Східноєвропейський степ. В кн.: Праці Географічної комісії НТШ. Львів, 1935;
- Число українців у межах теперішньої Словаччини. «Сьогочасне і минуле» (Львів), 1939;
- Еволюція населення Галичини. В кн.: Наукові записки Інституту економіки АН УРСР. К., 1946;
- Нариси економічної географії УРСР, т. 2. К., 1952 (у співавт.);
- Розвиток економіки західних областей УРСР за 20 років. Львів, 1960 (у співавт.);
- Розвиток економіки західних областей УРСР (1939—1964). Львів, 1964 (у співавт.);
- Проблемы использования трудовых ресурсов УССР, т. 2. М.—Львов, 1966 (у співавт.);
- ІМіС УРСР: Львівська область. К., 1968 (у співавт.);
- Вопросы демографии // Материалы сессии, посвященной состоянию и задачам демографической науки на Украине. — К., 1968 (у співавт.);
- Торжество історичної справедливості. Львів, 1968 (у співавт.).